# Magnetic Rag
Magnetic Rag è una composizione ragtime per pianoforte di Scott Joplin, pubblicata nel 1914. Fu l'ultimo brano pubblicato da Joplin e risulta essere in qualche modo discosto dalle altre sue composizione per alcune caratteristiche compositive e melodiche.

## Struttura
A differenza della stragrande maggioranza delle composizioni pianistiche di Joplin, che presentano uno schema tematico del tipo AABBACCDD, la struttura del Magnetic Rag è AABBCCDDAA; presenta anche un'introduzione all'inizio (che si ritrova piuttosto frequentemente nei ragtime jopliniani) e una coda alla fine (elemento invece piuttosto raro).
L'introduzione, il tema A, il tema C e la coda sono in Si bemolle maggiore, il tema B è in Sol minore e il tema D in Si bemolle minore; la successione delle tonalità è quindi Sib+; Sol-; Sib+; Sib-; Sib+. Tra i temi non vi è alcun ponte modulante, ad esempio nel passaggio tra tema C e tema D si passa dalla tonalità di Si bemolle maggiore a quella di Si bemolle minore.
Insolita è poi la struttura interna del tema C, che presenta 24 battute (un numero insolito, dal momento che usualmente i periodi sono composti da un numero di battute pari ad una potenza di 2, come negli altri temi che hanno tutti 16 battute ciascuno), suddivise in due parti, l'una da 14 battute e l'altra da 10.